# Taligluceraza alfa
Taligluceraza alfa (Elelyso) enzim je koji se proizvodi koristeći biljne ćelije. Ovaj enzim je rekombinantna glukocerebrozidaza, koja se koristi za lečenje Gaučeve bolesti. Ona je bila prvi lek biljnog porekla koji je FDA odobrila. Izražavanje proteina u biljnim ćelijama je dovoljno visoko da nisu neophodna naknadne modifikacije proteina. Produkt nije podložan virusnoj kontaminaciji. Upotreva transgenskih ćelija šargarepe je jeftinija alternativa. Preklinička ispitivanja su pokazala da je enzim dobro tolerisan kod pacijenata.

## Literatura
- Hardman JG, Limbird LE, Gilman AG (2001). Goodman & Gilman's The Pharmacological Basis of Therapeutics (10. изд.). New York: McGraw-Hill. ISBN 0071354697. doi:10.1036/0071422803.
- Thomas L. Lemke; David A. Williams, ур. (2007). Foye's Principles of Medicinal Chemistry (6. изд.). Baltimore: Lippincott Willams & Wilkins. ISBN 0781768799.
- Nicholas C. Price; Lewis Stevens (1999). Fundamentals of Enzymology: The Cell and Molecular Biology of Catalytic Proteins (Third изд.). USA: Oxford University Press. ISBN 019850229X.
- Eric J. Toone (2006). Advances in Enzymology and Related Areas of Molecular Biology, Protein Evolution (Volume 75 изд.). Wiley-Interscience. ISBN 0471205036.
- Branden C; Tooze J. Introduction to Protein Structure. New York, NY: Garland Publishing. ISBN 0-8153-2305-0.
- Irwin H. Segel. Enzyme Kinetics: Behavior and Analysis of Rapid Equilibrium and Steady-State Enzyme Systems (Book 44 изд.). Wiley Classics Library. ISBN 0471303097.
- William P. Jencks (1987). Catalysis in Chemistry and Enzymology. Dover Publications. ISBN 0486654605.

## Spoljašnje veze
|  | Molimo Vas, obratite pažnju na važno upozorenje u vezi sa temama iz oblasti medicine (zdravlja). |